# Pistolet Steyr M1912

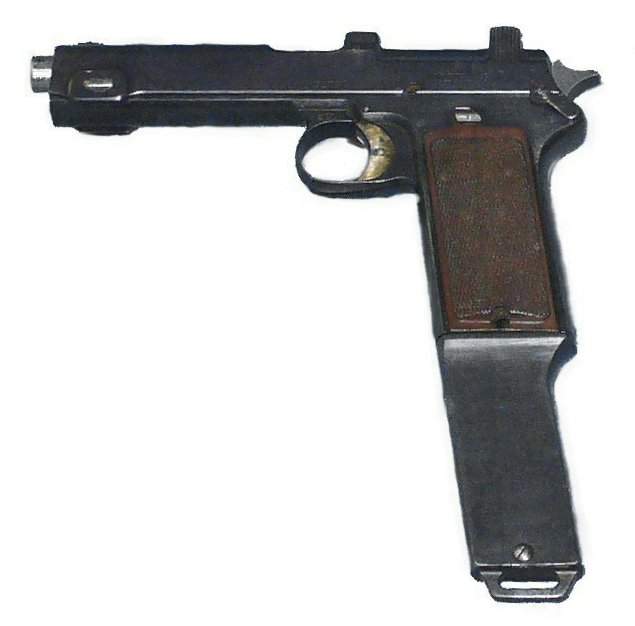
Steyr M1916 dostosowany do strzelania ogniem ciągłym

Steyr M1912 (Steyr M1911) – austro-węgierski pistolet samopowtarzalny, znany też jako Steyr-Hahn. Steyr uważany jest za jedną z najbardziej eklektycznych konstrukcji co najmniej XX wieku.

## Historia
Firma Steyr próbowała zainteresować armię austro-węgierską pistoletami samopowtarzalnymi własnej konstrukcji od lat 80. XIX wieku, ale przez długi czas bez powodzenia. Pistolety Mannlichera (M1894, M1900, M1901, M1903, M1905) były kupowane przez austro-węgierskich oficerów prywatnie, ale nie zostały przyjęte oficjalnie do uzbrojenia. Co więcej, firma Steyr zmuszona została do produkcji na potrzeby armii konkurencyjnej konstrukcji pistoletu Roth-Krnka.
W 1911 roku Steyr rozpoczął produkcję nowego pistoletu M1911 skonstruowanego przez Karla Krnka. Nowy pistolet łączył automatykę broni pistoletu Roth-Krnka M.7 z nowym mechanizmem spustowo-uderzeniowym. Zastosowano mechanizm uderzeniowy z zewnętrznym kurkiem, co zaowocowało popularna nazwą Steyr-Hahn (hahn - niem. kurek).
Początkowo nowy pistolet był sprzedawany na rynku cywilnym pod oznaczeniem M1911, ale z powodu dużych rozmiarów nie odniósł na nim sukcesu. Powodem mogła być konstrukcja, bez precyzyjnego celowania trafiało się poniżej celu. W 1912 roku Steyr M1912 został przyjęty do uzbrojenia armii Austro-Węgier jako przepisowa broń krótka. W tym samym roku dużą partię tych pistoletów zakupiła Rumunia (pistolety dla armii tego kraju były produkowane w latach 1912 - 1914).
W 1916 roku rozpoczęto produkcję pistoletu automatycznego Steyr M1916. Poza mechanizmem spustowym umożliwiającym strzelanie seriami i pojemniejszym magazynkiem nie różnił się on od pistoletu M1911. Pistolet M1916 podobnie jak inne pistolety automatyczne nie był konstrukcją udaną i prawdopodobnie wyprodukowano tylko kilkaset tych pistoletów.
Pistolety M1911 zostały zamówione także przez armię Bawarii, która zakupiła 10 000 tych pistoletów w 1916, a następnie 5000 w 1918 roku.
Po zakończeniu I wojny światowej pistolety Steyr-Hahn pozostały na uzbrojeniu armii austriackiej do Anschlussu w 1938 roku. Po przejęciu austriackich arsenałów przez Wehrmacht część pistoletów M1911 została w zakładach Mausera przystosowana do zasilania nabojami 9 mm Parabellum.

## Opis
Steyr M1912 był bronią samopowtarzalną działającą na zasadzie krótkiego odrzutu lufy. Zamek ryglowany przez obrót lufy. Mechanizm uderzeniowy kurkowy, mechanizm spustowy bez samonapinania.
M1912 był zasilany ze stałego, jednorzędowego magazynka pudełkowego o pojemności 8 naboi, umieszczonego w chwycie. Ładowanie magazynka przy pomocy łódki.
Lufa gwintowana, posiadała cztery bruzdy prawoskrętne.
Przyrządy celownicze mechaniczne, stałe (muszka i szczerbinka).